# Asbjørn Lindboe
Asbjørn Lindboe (né le 19 juin 1889 à Trondheim, décédé le 8 mars 1967 à Bærum) est un juriste norvégien, ministre de la Justice et fylkesmann.
Il est ministre de la Justice dans les gouvernements du Bondepartiet de Kolstad et de Hundseid (1931-1933). Par la suite il est juge à Inderøy jusqu'à ce qu'il soit déposé par les autorités d'occupation en 1943.  Après la guerre, il est nommé fylkesmann du Comté de Nord-Trøndelag.